# بطولة باوليستا 1977
بطولة باوليستا 1977 هو موسم من بطولة باوليستا. أشرف على تنظيمه اتحاد باوليستا لكرة القدم ‏، وكان عدد الأندية المشاركة فيه 19، وفاز فيه نادي كورينثيانز.